# Bruchweiler
Bruchweiler är en kommun och ort i Landkreis Birkenfeld i förbundslandet Rheinland-Pfalz i Tyskland.
Kommunen ingår i kommunalförbundet Verbandsgemeinde Herrstein-Rhaunen tillsammans med ytterligare 49 kommuner.